# Pommerit-le-Vicomte
Pommerit-le-Vicomte (tiếng Breton: Pañvrid-ar-Beskont) là một xã của tỉnh Côtes-d’Armor, thuộc vùng Bretagne, tây bắc Pháp.

## Dân số
Người dân ở Pommerit-le-Vicomte được gọi là Pommeritains.